# 维扬 (科雷兹省)
维扬（法語：Viam，法語發音：[vjɑ̃]）是法国科雷兹省的一个市镇，位于该省北部，属于于塞勒区。

## 地理
维扬（45°36'33"N, 1°53'1"E）面积29.99 平方千米，位于法国新阿基坦大区科雷兹省，该省份为法国中南部省份，北起上维埃纳省和克勒兹省，西接多爾多涅省，南至洛特省，东临多姆山省和康塔爾省。
与维扬接壤的市镇（或旧市镇、城区）包括：比雅、古尔东-米拉、拉塞勒、莱斯塔尔、圣伊莱尔莱库尔布、塔尔纳克、图瓦维扬。
维扬的时区为UTC+01:00、UTC+02:00（夏令时）。

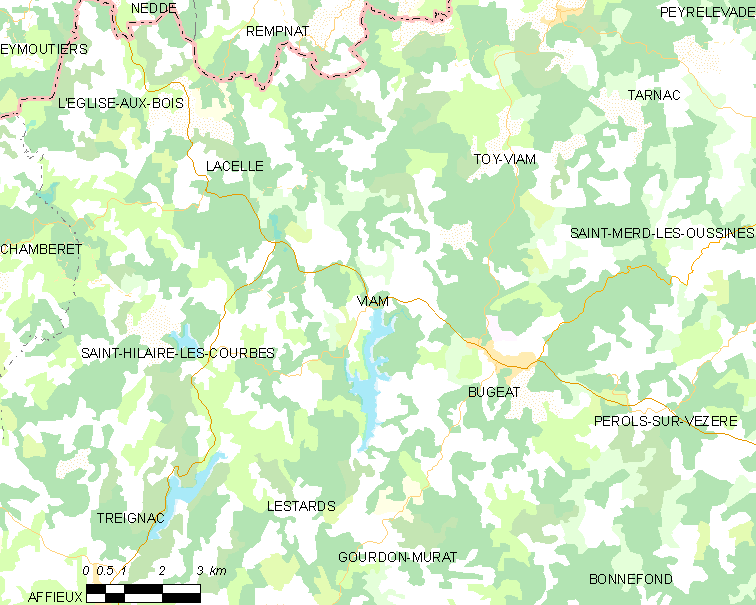
维扬的OSM定位图

## 行政
维扬的邮政编码为19170，INSEE市镇编码为19284。

## 政治
维扬所属的省级选区为米勒瓦什高原县。

## 交通
科雷兹省省道D160线和D979线在境内交汇。

## 人口

1962-2008年间维扬人口变化图示

维扬于2022年1月1日时的人口数量为85人。